# 佩今
佩今，是阿爾巴尼亞中部艾巴申州的一个市镇。该市镇成立于2015年地方政府改革后，由原6个市镇合并而成，原6个市镇则成为新市镇的行政分区。行政中心为佩钦镇。市镇面積为197.90平方公里，2011年人口数量为26,136人，佩钦镇的人口数量则为6,353人。